# Karl Franz von Sobeck
Karl Franz von Sobeck (* 29. März 1721; † 2. November 1778 in Dresden) war ein deutscher Offizier, zuletzt Generalmajor.

## Leben
Er entstammte dem alten schlesischen Adelsgeschlecht Sobeck von Kornitz. Sein Vater war Freiherr Friedrich von Sobeck (* 1680; † 1768).
Er trat 1737 als Korporal in das kaiserliche „Infanterie-Regiment Neipperg“ ein. 1738 ging er als Kadett in das kursächsische „Infanterie-Regiment Sulkowsky“ und kämpfte in Ungarn gegen die Türken. 1741 wurde er Fähnrich und kämpfte in der Schlacht bei Hohenfriedberg und Soor. 1745 kam er als Premier-Lieutenant zur „Leibgrenadiergarde“, wurde 1748 Hauptmann und 1754 Major im „Infanterieregiment Brühl“. Nach der Kapitulation der sächsischen Armee bei Pirna gegenüber den Preußen, kam er in preußische Dienste.
Er blieb Major im ehemals kursächsischen Regiment, jetzt unter dem preußischen Kommando von Friedrich von Wylich. Am 29. Oktober ging das Regiment zunächst nach Torgau ins Quartier, löste sich aber im Laufe des Jahres 1757 auf, da die Mannschaften sich weigerten in einem preußischen Regiment zu dienen und größtenteils desertierten. Sobeck blieb aber im preußischen Dienst und kam im gleichen Jahr als Adjutant zum Herzog von Bevern. In der Schlacht von Breslau wurde er am Fuß verwundet. Noch vor der Schlacht bei Leuthen bekam er das Kommando über ein Regiment Freiwilliger, mit dem er in die Neumark vorrückte. Am Tag der Schlacht wurde er einem anderen ehemals kursächsischen „Regiment Kalkreuth zu Fuß“ zugeteilt. Er konnte sich sowohl in der Schlacht, als auch bei der Belagerung von Breslau auszeichnen. 1758 war er bei den Belagerung von Olmütz und von Schweidnitz anwesend und kämpfte in der Schlacht bei Zorndorf. Dort wurde er leicht verwundet. Nach der Schlacht erhielt er das Kommando über das Grenadierbataillon (Lossow), mit dem er nach Schwedisch-Pommern kommandiert wurde. Dort eroberte er Damgarten und vertrieb die Schweden unter dem Kommando von Diericke aus Steinhagen. 1759 wurde er in der Schlacht bei Kay schwer verletzt. Nach seiner Genesung erhielt er 1760 ein Grenadierbataillon. Das Bataillon wurde aus Kompanien der Regimenter (Prinz Ferdinand) und (von der Goltz) gebildet. Das Regiment wurde dem General Fouque unterstellt. In der Schlacht bei Landeshut wurde er wieder schwer verletzt und geriet in Gefangenschaft, dennoch wurde er 1762 Oberstleutnant. Bei 1763 blieb er in Bruck an der Leitha in Gefangenschaft. Nach seiner Entlassung kam er in das Regiment zu Fuß Queis (später No. 8). 1764 wurde er Oberst und Kommandeur des Regiments. Am 27. November 1768 erhielt er das Regiment zu Fuß Sutterheim (später No. 30). Am 4. Mai 1770 wurde er zum Generalmajor ernannt. Während des Bayerischen Erbfolgekriegs 1778 wurde das Regiment der Armee von Prinz Heinrich in Sachsen zugeordnet. Er starb am 2. November 1778 in Dresden an Schlagfluss.
Er war nicht nur ein Militär, sondern auch ein sprachgewandter Staatsmann. Er sprach mehrere Sprachen so auch russisch. Daher holte ihn Friedrich II. 1776 nach Berlin, damit er Gesellschafter des Großfürsten Paul Petrowitsch werden konnte.

## Familie
Sobeck heiratete 1769 mit einer Magdalena Charlotte Friederike von Glasenapp (* 6. Januar 1744; † 29. Juni 1822). Das Paar hatte ein Sohn und zwei Töchter.
Der Sohn hieß Peter Franz Heinrich (* 19. September 1773; † 23. Juni 1847). Er erbte die Lehen- und Rittergüter Kruckow, Barkow, Bentzin, Zarrenthin, Leussin und Klinkenberg. Er war zweimal verheiratet. Seine erste Frau war Jeanette von Jordan († 1805) und die zweite Luise von Heyden.
Die Tochter Karoline Sophie Juliane Friederike (* 25. Mai 1770; † 20. Dezember 1847) heiratet am 13. Oktober 1797 in Zarrentin Karl Albrecht Helmuth von Maltzahn (* 9. Oktober 1766; † 22. Mai 1832).